# Greta Svabo Bech
Greta Svabo Bech (ur. w grudniu 1987 r. w Thorshavn) – farerska wokalistka i autorka tekstów piosenek nominowana w 2012 roku do nagrody Grammy.

## Życiorys
Ojciec Grety pochodzi z miejscowości Vestmanna, matka zaś z Miðvágur. W wieku trzech lat wraz z rodzicami przeprowadziła się do Portugalii, gdzie mieszkali dwa lata. Gdy Greta miała pięć lat, przenieśli się do północnej Anglii, a pięć lat później do Singapuru. W wieku osiemnastu lat Greta powróciła na Wyspy Owcze. Po około rocznym pobycie w ojczyźnie wyjechała do Liverpoolu, gdzie studiowała muzykę i filozofię. W trakcie pobytu w Liverpoolu dołączyła do zespołu Picture Book założonego przez braci Dario i Lorne Ashley'ów.
W 2010 roku Svabo Bech użyczyła wokalu do singla „Raise Your Weapon” kanadyjskiego producenta muzycznego deadmau5. Utwór notowany był na listach przebojów w Kanadzie i Stanach Zjednoczonych. W 2012 roku utwór został nominowany do nagrody Grammy w kategorii najlepsze nagranie taneczne. W tym samym roku wystąpiła gościnnie w utworze „Fire Inside” brytyjskiego muzyka Gemini. W październiku wraz z włoskim producentem muzycznym The Bloody Beetroots wydała singiel „Chronicles of a Fallen Love”, który znalazł się później na albumie Włocha zatytułowanym Hide. W 2013 współpracowała z Cher przy tekście do utworu „My Love” z albumu Closer to the Truth. Nagrała wokalną wersję utworu „Experience” włoskiego kompozytora Ludovico Einaudiego zatytułowaną „Circles”. Utwór ten we wrześniu 2013 znalazł się na remix albumie Einaudiego pt. In A Time Lapse: The Remixes.
W 2013 roku wydała również trzy własne single zatytułowane „Shut Up & Sing”, „Broken Bones” i „Brave Moon”. We wrześniu 2013 roku ukazał się remix album Svabo Bech zatytułowany Shut Up & Sing Reloaded, na którym znalazły się remiksy utworu „Shut Up & Sing” w wykonaniu Zeds Dead, The Frederik oraz Designer Drugs. W 2014 została czterokrotnie nominowana do nagród Faroese Music Awards. Zwyciężyła w kategoriach „wokalistka roku” i „najlepszy teledysk” (wideoklip do utworu „Broken Bones” w reżyserii Jamiego Quantrilla). W 2015 roku ponownie była nominowana do nagród FMA, zwyciężając tym razem w kategoriach „wokalistka roku” i „piosenka roku” za utwór „Myrkablátt”.

## Dyskografia

### Albumy
Albumy remiksowe
| Rok  | Dane dot. albumu                                                             |
| ---- | ---------------------------------------------------------------------------- |
| 2013 | Shut Up & Sing Reloaded - Wydany: 6 września 2013 - Format: digital download |

### Single
| Rok  | Singel                                                                  | Album                             |
| ---- | ----------------------------------------------------------------------- | --------------------------------- |
| 2012 | „Chronicles of a Fallen Love” (The Bloody Beetroots & Greta Svabo Bech) | Hide (album The Bloody Beetroots) |
| 2013 | „Shut Up & Sing”                                                        |                                   |
| 2013 | „Broken Bones”                                                          |                                   |
| 2013 | „Brave Moon”                                                            |                                   |

Z gościnnym udziałem
| Rok  | Singel                                | Pozycje na listach przebojów | Pozycje na listach przebojów | Album  |
| Rok  | Singel                                | CAN                          | US                           | Album  |
| ---- | ------------------------------------- | ---------------------------- | ---------------------------- | ------ |
| 2011 | „Raise Your Weapon” (singel deadmau5) | 93                           | 100                          | 4×4=12 |

### Teledyski
| Rok     | Utwór                         | Reżyser         |
| ------- | ----------------------------- | --------------- |
| 2012    | „Chronicles of a Fallen Love” | Mathy and Fran  |
| 2013    | „Shut Up & Sing”              | Jamie Quantrill |
| 2013    | „Broken Bones”                | Jamie Quantrill |
| Źródło: |                               |                 |

### Współpraca artystyczna
| Rok  | Wykonawca                          | Utwór                                      | Album                        | Autorka tekstu | Wokalistka |
| ---- | ---------------------------------- | ------------------------------------------ | ---------------------------- | -------------- | ---------- |
| 2012 | Gemini                             | „Fire Inside” (gościnnie Greta Svabo Bech) | Fire Inside                  | T              | T          |
| 2013 | Cher                               | „My Love”                                  | Closer to the Truth          | T              |            |
| 2013 | Ludovico Einaudi, Greta Svabo Bech | „Circles”                                  | In A Time Lapse: The Remixes | T              | T          |
| 2013 | The Bloody Beetroots               | „Runaway”                                  | Hide                         | T              | T          |

## Nagrody i nominacje
Nagroda Grammy
| Rok  | Nominowane dzieło   | Kategoria                   | Rezultat  |
| ---- | ------------------- | --------------------------- | --------- |
| 2012 | „Raise Your Weapon” | Najlepsze nagranie taneczne | Nominacja |

Faroese Music Awards
| Rok  | Nominowane dzieło | Kategoria          | Rezultat  |
| ---- | ----------------- | ------------------ | --------- |
| 2014 | –                 | Wokalistka roku    | Wygrana   |
| 2014 | „Broken Bones”    | Najlepszy teledysk | Wygrana   |
| 2014 | „Shut Up & Sing”  | Piosenka roku      | Nominacja |
| 2014 | –                 | Nowy wykonawca     | Nominacja |
| 2015 | –                 | Wokalistka roku    | Wygrana   |
| 2015 | „Myrkablátt”      | Piosenka roku      | Wygrana   |